# Bolhrad
Bolhrad (ukrainsk: Болград, tr. Bolhrad; bulgarsk og russisk: Болград; tr. Bolgrad; rumænsk: Bolgrad) er en by i Odessa oblast i det sydvestlige Ukraine med 17.400 indbyggere. Byen er det administrative center i Bolhrad rajon.

## Historie
Bolhrad blev grundlagt i 1821 af bulgarske nybyggere under ledelse af general Ivan Inzov. Bolhrad var en del af Moldavien fra 1856 til 1859, Rumænien fra 1859 til 1878, 1918 til 1940 og fra 1941 til 1944 før den blev en del af Ukrainske SSR og senere Ukraine.